# شيخ بن خيران (المحفد)

تعديل مصدري - تعديل

شيخ بن خيران هي إحدى قرى عزلة المحفد بمديرية المحفد التابعة لمحافظة أبين، بلغ تعداد سكانها 22 نسمة حسب تعداد اليمن لعام 2004.